# Ubiquity Press
Ubiquity Press és un editor acadèmic ubicat al Regne Unit especialitzat en publicacions d'accés obert. És membre del Comitè de Publicació ètica, de l'Association of Learned and Professional Society Publishers, i de l'Open Access Scholarly Publishers Association. La companyia opera sota la base de càrrec per processament d'article.